# 梁军 (劳动模范)

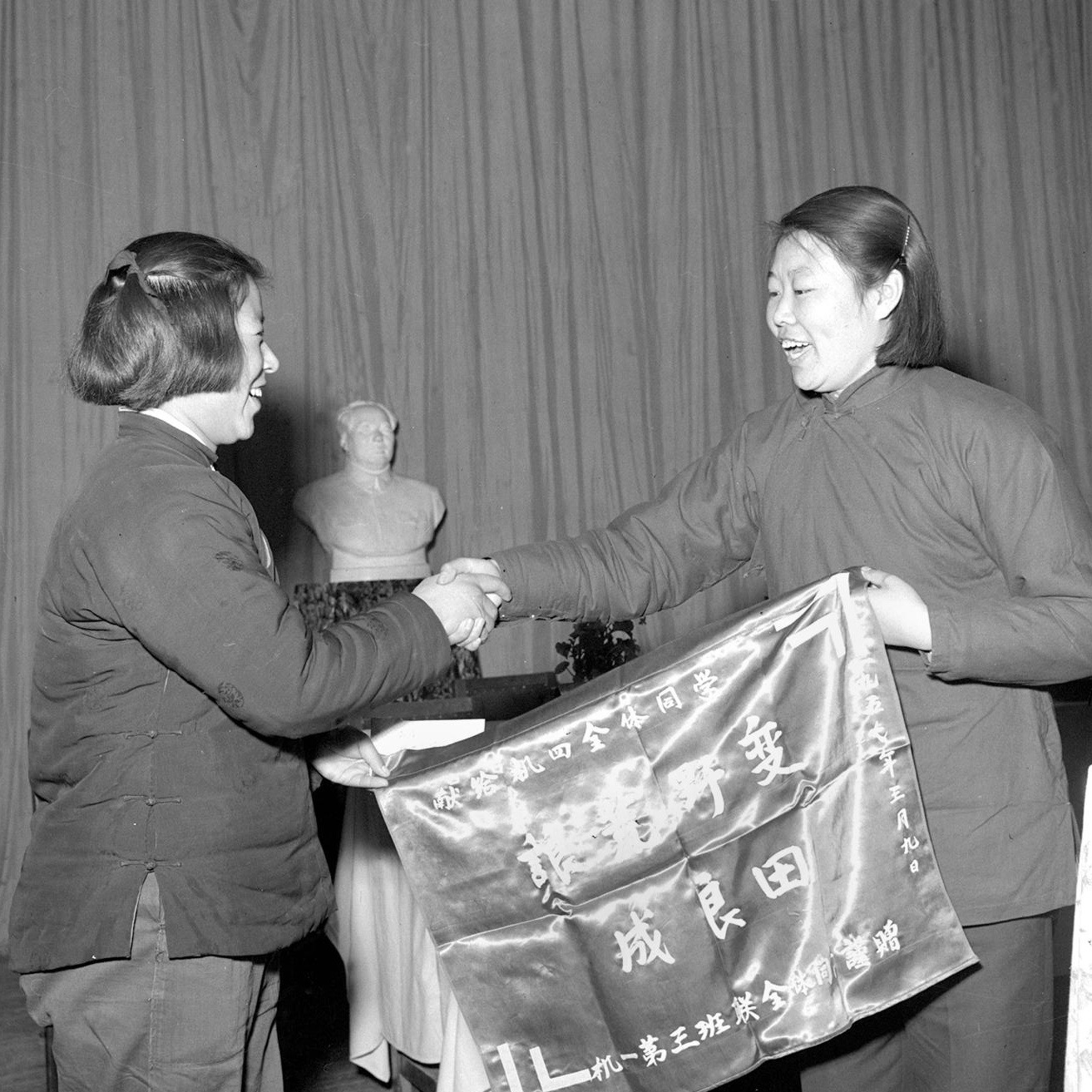
1957年从北京农业机械化学院毕业的梁军

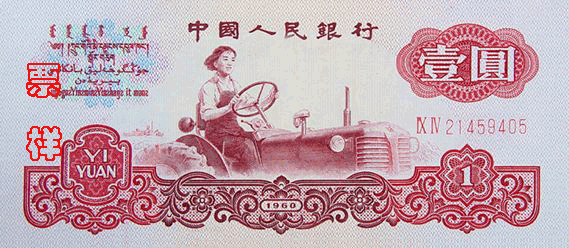
第三套人民币1元券上的梁军

梁军（1930年4月—2020年1月14日），黑龙江德都县人（今五大连池市），生于黑龙江明水县，中华人民共和国农机专家、政治人物。中华人民共和国第一位女拖拉机手，是第三套人民币一元纸币的人物原型，新中国首届劳动模范，第一至三届全国人大代表。曾任哈尔滨市香坊区农机局副局长、市农机局副处长、市农机局总工程师等职，直至1990年，从原哈尔滨市农机局（现已并入市农业农村局）总工程师岗位离休。

## 生平
梁军自小就被父母卖给地主家庭当童养媳，1945年黑龙江省解放，梁军开始独立生活。1947年5月正值当地土地改革，梁军到德都萌芽乡村师范学校第一期半耕半读。梁军看到部苏联电影《巾帼英雄》里的苏联女拖拉机手安格林娜带领全村男女一边打游击一边开“火型”拖拉机，让梁军很仰慕。1948年，黑龙江省委为了在东北农垦战线上实行机械化，从苏联进口100台拖拉机，准备垦荒。1948年2月，黑龙江省委在北安开办拖拉机手培训班，德都萌芽乡村师范学校得到3个名额。梁军由于平时学习努力，劳动肯吃苦，有重体力活总是抢在前面，深得同学拥戴，被推选参加拖拉机手培训班，获得校党组织批准。报到时全班70多个学员，只有她一人是女性。1948年5月，梁军开着苏联纳齐拖拉机，成为新中国第一位女拖拉机手，随垦荒人员挺进陆家岗，把荒丘野岭扩建成萌芽农场。1949年《东北日报》发表了题为《我们的女拖拉机手》的报道。
1949年10月加入中国共产党。1950年6月3日，萌芽学校成立中国第一个女子拖拉机队正式成立，并命名为“梁军女子拖拉机队”，有12名女拖拉机驾驶员。1950年8月出刊的《人民画报》第二期封面是梁军和女助手驾驶拖拉机的彩像。1950年9月，作为“全国工农兵劳动模范代表会议”代表（即第一届全国劳模）赴北京开会，获中共中央主席毛泽东等党和国家领导人接见，并请毛泽东主席题写了“萌芽学校”四字校名。1950年10月1日周年国庆，梁军受邀登上天安门城楼观礼。1951年10月梁军保送到北京农业机械专科学校学习。1952年2月，“梁军女子拖拉机队”带着机车转入查哈阳农场。1952年成立北京农业机械化学院，梁军经过考试后升入本科学习。1954年，梁军当选第一届全国人民代表大会代表。1957年大学毕业。成为新中国最早一批农机专家，分配到黑龙江省农机研究所工作。1959年11月13日，中华人民共和国第一个五年计划国家重点建设项目洛阳第一拖拉机制造厂的东方红-54拖拉机剪彩仪式在黑龙江省哈尔滨市郊举行，剪彩仪式特别邀请梁军亲自驾驶。梁军驾驶时，被一位记者拍下并发表。1962年梁军的形象被作为原型印在了第三套人民币面值一元的纸币上。
1990年，梁军从哈尔滨市农机局总工程师岗位上离休。1994年，共和国成立45周年之际，梁军作为中共中央总书记的客人被请到北京，再次登上了天安门城楼观礼，接受了江泽民总书记的接见。1999年，梁军被评为全国“50年来最具影响力的百名先进人物”，应邀到北京参加建国50周年观礼活动。
2003年，中国中央电视台《小崔说事》做了一期关于“钱”的节目，特邀梁军参加，梁军才知道自己是壹元人民币的封面。
2008年，梁军参加《鲁豫有约》节目。
2020年1月14日13时许，梁军因病逝于哈尔滨。